# Édouard Cat
Pour les articles homonymes, voir CAT.
Édouard Cat, né le 1er septembre 1856 à Arras et mort à Alger le 8 mars 1903, est un professeur d'histoire et de géographie français, ayant exercé à la faculté d'Alger.